# René Toft Hansen
René Toft Hansen (ur. 1 listopada 1984 r. w Rybjergu) – duński piłkarz ręczny, reprezentant kraju, grający na pozycji obrotowego. Od 2018 roku jest zawodnikiem Veszprém KSE.
Uczestniczył na dwóch igrzyskach olimpijskich (Londyn 2012 i Rio de Janeiro 2016), zdobywając złoty medal w turnieju mężczyzn.

## Życie prywatne
René ma czwórkę młodszego rodzeństwa, które również uprawia piłkę ręczną. Henrik występuje w HSV Hamburg, a Alan w Mors-Thy Håndbold. Majbritt jest zawodniczką Skive FH oraz najmłodsza z rodzeństwa Jeanette występuje w młodzieżowych rozgrywkach piłki ręcznej. W 2012 r. ożenił się z duńska szczypiornistką Kathrine Buus Nielsen. W 2014 r. parze urodziło się pierwsze dziecko.

## Sukcesy

### Reprezentacyjne
Igrzyska olimpijskie:
- Rio de Janeiro 2016

Mistrzostwa świata:
- Niemcy/Dania 2019
- Szwecja 2011, Hiszpania 2013

Mistrzostwa Europy:
- Serbia 2012
- Dania 2014

Mistrzostwa świata U-21:
- Węgry 2005

### Klubowe
Liga Mistrzów:
- 2013/2014

Mistrzostwa Danii:
- 2008/2009, 2010/2011, 2011/2012
- 2006/2007, 2009/2010

Puchar Danii:
- 2010, 2011
- 2005/2006

Superpuchar Danii:
- 2011

Mistrzostwa Niemiec:
- 2012/2013, 2013/2014, 2014/2015
- 2015/2016, 2016/2017

Puchar Niemiec:
- 2012/2013, 2016/2017

Superpuchar Niemiec:
- 2012, 2014, 2015
- 2013, 2017

## Nagrody indywidualne
- Najlepszy obrotowy Mistrzostw Europy 2012